# Dayamballi, Koppa
Dayamballi là một làng thuộc tehsil Koppa, huyện Chikmagalur, bang Karnataka, Ấn Độ.